# Харрис, Ллойд
Ллойд Ха́ррис (англ. Lloyd Harris; род. 24 февраля 1997 года в Кейптауне, ЮАР) — южноафриканский профессиональный теннисист; победитель одного турнира ATP в парном разряде.

## Общая информация
Начал играть в теннис в возрасте 3 лет. Мать — Сесилия, сестра — Моника. В детстве жил рядом с теннисным кортом, где играл с родителями и сестрой.
Любимый удар — форхенд, любимое покрытие — хард. Любимый турнир — Открытый чемпионат Австралии. В детстве его кумирами были Роджер Федерер и Стэн Вавринка.

## Спортивная карьера

### 2015—2017
Харрис начал профессиональную карьеру в 2015 году и закончил год на 358 строчке в рейтинге ATP. В течение сезонов 2015 и 2016 годов Харрис в основном играл в серии «фьючерс». В июне 2015 года Ллойд выиграл свой первый одиночный «фьючерс» в Мозамбике, а также выиграл свой первый «фьючерс» в парном разряде в июне 2015 года. В 2015 году Харрис вышел в пять финалов на «фьючерсах» в одиночном разряде, выиграв четыре из них. В 2016 году Харрис вышел в восемь финалов на «фьючерсах», выиграв шесть из них.
В 2017 году Харрис больше участвовал на турнирах серии «челленджер». В Киото он впервые вышел в полуфинал «челленджера», а также дошёл до полуфинала «челленджера» в Гаосюне и до четвертьфинала в Ванкувере. В июне 2017 года Харрис квалифицировался на свой первый турнир ATP-тура — в Анталье (Турция). В первом раунде он проиграл Янко Типсаревичу. В августе 2017 года Харрис впервые принял участие в квалификации на турнир серии Мастерс, проиграв в первом квалификационном раунде в Монреале (Канада).

### 2018
Харрис доходил до четырёх финалов «фьючерсов», выиграв три из них. Затем Харрис вышел в четвертьфинал турнира «челленджера» в Куньмине (Китай), Сеуле (Южная Корея), а также в Узбекистане на «челленджерах» в Карши и Самарканде.
Харрис провел успешный летний сезон в американском хард-корте, он выиграл свой первый титул на «челленджере» в Лексингтоне 5 августа 2018 года, победив Стефано Наполитано со счётом 6-4, 6-3 на теннисном чемпионате Кентукки Бэнк (США). Через неделю после того, как Харрис выиграл свой первый титул на «челленджерах», он также дошёл до финала в Аптосе (США). Харрис также пробился в четвертьфинал «челленджеров» в Бингемтоне и Ванкувере.
В августе Харрис впервые пробился через квалификацию в основную сетку турнира серии Большого шлема в мужском одиночном разряде (Открытый чемпионат США 2018). Харрис проиграл в первом круге Жилю Симону со счётом 3-0 по сетам. В сентябре Харрис выиграл свой первый матч в основной сетке турнира ATP, когда он победил Гаэля Монфиса со счётом 3-6, 6-2, 6-1 в первом раунде Открытого чемпионата Чэнду (ATP 250) в Китае. Это также была его первая победа над игроком из топ-40. 7 октября 2018 года Харрис выиграл свой второй титул серии «челленджер», победив Марка Полманса со счётом 6-2, 6-2 в Стоктоне (США). Харрис также был вызван в качестве запасного для участия в Итоговый турнир для теннисистов не старше 21 года в Милане (Италия).

### 2019
Харрис начал год пробившись в четвертьфинал «челленджера» в Плэйфорде. В январе Харрис квалифицировался на свой второй в карьере турнир серии Большого Шлема в одиночном разряде среди мужчин, обыграв Дастина Брауна со счётом 6-1, 7-6 в третьем квалификационном раунде Открытого чемпионата Австралии. В феврале, благодаря своей победе на «челленджере» в Лонсестоне, Харрис достиг 100-й строчки в рейтинге ATP, впервые в своей карьере пробившись в топ-100 мирового рейтинга.
В июле на Уимблдонском турнире Харрис выиграл первый сет у Роджера Федерера, а затем проиграл в четырёх сетах в первом раунде. В сентябре Харрис вышел в свой первый в истории полуфинал основного тура на турнире в Чэнду). В полуфинале он проиграл Александру Бублику в двух сетах.

## Рейтинг на конец года
| Год  | Одиночный рейтинг | Парный рейтинг |
| 2022 | 237               | 166            |
| 2021 | 31                | 201            |
| 2020 | 87                | 1 165          |
| 2019 | 99                | 363            |
| 2018 | 127               | 243            |
| 2017 | 291               | 1 086          |
| 2016 | 284               | 792            |
| 2015 | 358               | 596            |
| 2014 | 1 727             |                |

По данным официального сайта ATP на последнюю неделю года.

## Выступления на турнирах

### Финалы турнировATPв одиночном разряде (2)

#### Поражения (2)
| Легенда                     |
| --------------------------- |
| Турниры Большого шлема (0)* |
| Итоговый турнир ATP (0)     |
| ATP Мастерс 1000 (0)        |
| АТР 500 (0)                 |
| АТР 250 (0+1)               |

| Титулы по покрытиям | Титулы по месту проведения матчей турнира |
| ------------------- | ----------------------------------------- |
| Хард (0)*           | Зал (0)                                   |
| Грунт (0)           | Зал (0)                                   |
| Трава (0+1)         | Открытый воздух (0+1)                     |
| Ковёр (0)           | Открытый воздух (0+1)                     |

* количество побед в одиночном разряде + количество побед в парном разряде.
| №  | Дата           | Турнир              | Покрытие | Соперник в финале | Счёт    |
| 1. | 18 января 2020 | Аделаида, Австралия | Хард     | Андрей Рублёв     | 3-6 0-6 |
| 2. | 20 марта 2021  | Дубай, ОАЭ          | Хард     | Аслан Карацев     | 3-6 2-6 |

### Финалы турнировATPв парном разряде (2)

#### Победы (1)
| Легенда                     |
| --------------------------- |
| Турниры Большого шлема (0)* |
| Итоговый турнир ATP (0)     |
| ATP Мастерс 1000 (0)        |
| АТР 500 (0)                 |
| АТР 250 (0+1)               |

| Титулы по покрытиям | Титулы по месту проведения матчей турнира |
| ------------------- | ----------------------------------------- |
| Хард (0)*           | Зал (0)                                   |
| Грунт (0)           | Зал (0)                                   |
| Трава (0+1)         | Открытый воздух (0+1)                     |
| Ковёр (0)           | Открытый воздух (0+1)                     |

* количество побед в одиночном разряде + количество побед в парном разряде.
| №  | Дата        | Турнир               | Покрытие | Партнёр     | Соперники в финале        | Счёт    |
| 1. | 1 июля 2023 | Санта-Понса, Испания | Трава    | Юки Бхамбри | Филипп Освальд Робин Хасе | 6-3 6-4 |

#### Поражения (1)
| №  | Дата            | Турнир                | Покрытие   | Партнёр  | Соперники в финале         | Счёт              |
| 1. | 13 февраля 2022 | Роттердам, Нидерланды | Хард (зал) | Тим Пютц | Матве Мидделкоп Робин Хасе | 6-4 6-7(5) [5-10] |